# Этнические меньшинства в Израиле
В Израиле наравне с еврейским национальным большинством, проживают люди (как граждане страны, так и нет), принадлежащие к различным этническим группам. По закону они пользуются равными правами и свободами. По большей части, члены семей евреев, репатриировавшихся после возникновения государства Израиль, не зарегистрированы в МВД как представители этнорелигиозных меньшинств.

## Список этнорелигиозных меньшинств в Израиле
| Община                       | Группа                       | Место проживания в Израиле                                                                                               | Численность | Военнообязанность                                                                                       | Прочее |
| ---------------------------- | ---------------------------- | --- | ----------- | --- | --- |
| Друзы                        |                              | в Кармель, Галилея и Голанские высоты                                                                                    | 122 000     | Мужчины служат в израильской армии и силax безопасности                                                 | отдельная друзская система образования                                                                                               |
| Черкесы                      |                              | в Кфар-Кама в Нижней Галилее и Рейхания в Верхней Галилее                                                                | 4000 ~      | мужчины служат в израильской армии и силax безопасности                                                 | Система образования, связанная с друзской                                                                                            |
| Израильские арабы мусульмане | городские сунниты            | в городах со смешанным населением, таких как Иерусалим, Хайфа, Акко, Рамла и Лод и города так называемого «треугольника» |             | не военнообязаны, но некоторые служат добровольно                                                       | |
| Арабы-мусульмане             | деревенские сунниты          | деревни в Галилее, на востоке Побережья и Вади Ара                                                                       |             | не служат в Армии Обороны Израиля, но некоторые из них служат в полиции                                 | |
| бедуины                      | (сунниты)                    | жители Негев | 150 000     | невоеннообязанные, но некоторые служат добровольно                                                      | |
| бедуины                      | (сунниты)                    | жители Галилеи | 60 000      | невоеннообязанные, но некоторые служат добровольно                                                      | |
| Арабы-мусульмане             | ливанские шииты (en:Mtuelim) | Северо-Западная Галилея                                                                                                  |             | | Большинство бежали из Израиля во время войны за независимость                                                                        |
| Арабы-мусульмане             | Ахмадие                      | в районе Кабабир на Кармеле, в Хайфе                                                                                     | ~1000       | Нет; хотя они и не служат в армии из-за своей веры, Ахмади лояльны к власти в стране, которой они живут | |
| Арабы-христиане              | Православные                 | Большинство городов на севере страны,Иерусалим, Яффо, Лод, Рамле и сельские общины                                       | 36 000      | Нет | |
| Арабы-христиане              | греко-католики               | в en:Meilia в западной Галилее, в Кана в Нижней Галилее и Акко                                                           | 44 500      | Нет | |
| Христиане                    | Римско-католическая церковь  | Иерусалим, Хайфа, Яффо, Рамле                                                                                            | 27 500      | Нет | арабы, армяне, представители других национальностей, проживающих в Израиле, и исповедующих традиционно католичество                  |
| Арабы-христиане              | протестанты                  | Иерусалим |             | Нет | |
| Арабы-христиане              | марониты                     | В основном в Джиш | 6000        | не служат в Армии обороны Израиля, но служат в полиции                                                  | Солдаты южноливанской армии бежавшие из Ливана, также являются маронитами                                                            |
| Христиане                    | армяне                       | в Армянском квартале в Иерусалиме (~1350), в Яффо (~400), Хайфа (~400),в Рамле                                           | ~2500       | Нет | |
| Христиане                    | копты                        | в Иерусалиме, Назарете и в Яффо                                                                                          | ~2000       | Нет | Родом из Египта, находятся в Израиле до создания государства                                                                         |
| христиане                    | абиссинцы                    | в Старом городе в Иерусалиме, и новый город, улица абиссинцев                                                            |             | Нет | направлены Императорами Эфиопии в Иерусалим для создания церкви (согласно традиции, считают себя потомками Царицы Савской)           |
| Бахаи                        |                              | Хайфа, Акко и Нагария | ~700        | те немногие, кто являются гражданами Израиля, служат в Армии обороны Израиля                            | большинство из них - добровольцы из-за рубежа                                                                                        |
| Самаритяне                   |                              | в Неве-Пинхас в Холон и гора Гаризим                                                                                     | ~750        | Самаритяне из Холона служат в армии                                                                     | Самаритяне, живущие В Палестинской Автономии, воздерживаются от открытой поддержки какой-либо из сторон арабо-израильского конфликта |

## Равноправие, обвинения в дискриминации и положительная дискриминация

### Равенство в правах и свободах, и свобода групп
Во время провозглашения государства Израиль в Декларации Независимости было установлено, что существование социального равенства для всех граждан является основополагающим принципом общества.
Декларация независимости обращается к арабским гражданам Израиля с просьбой поддерживать мир и принимать участие в строительстве страны, на основе полного и равного гражданства, а именно: полное равенство перед законом, политического равенства (право голоса) и социального равенства в государственных и гражданских учреждениях.
Кроме того, Декларация провозглашает, что Израиль предоставляет свободу вероисповедания, совести, языка, образования и культуры для всех граждан, вне зависимости от религии, расы или пола. Государство Израиль признает право национальных меньшинств сохранять свою самобытную культуру, в частности, путём раздельного образования.
Государство предоставляет возможности меньшинствам поддерживать отдельные системы школ, частично финансируемые государством. Государство признает особый статус арабского языка и религиозную автономию для представителей религиозных общин. Израиль предоставляет государственное финансирование (полное или частичное) для религиозных организаций и религиозных потребностей меньшинств.

### Обвинения в дискриминации

#### Hарынке труда
Часть обвинений в дискриминации относится к шансам на трудоустройство и к зарплате. Эти претензии высказываются представителями меньшинств, которые служат в Армии Обороны Израиля; они жалуются, что «они достаточно хороши, чтобы призываться в армию, но недостаточно хороши, чтобы получать справедливую заработную плату».
Запрет на дискриминацию в сфере занятости относится к условиям труда, продвижению по службе, увольнениям, выходному пособию и пенсионным условиям, однако, предпочтения, основанные на характере и сущности работы, не считается дискриминацией; эта оговорка часто позволяет работодателям дискриминировать арабов при найме на работу, как правило, утверждая, что существует «проблема безопасности» при найме на работу арабов на рабочем месте.
Дополнительными инструментами дискриминации арабов и других неевреев на рабочем месте могут быть непрактичные требования в качестве условия для работы, например военная служба или иврит в качестве родного языка.

#### В неравном представительстве на ведущих должностях
Национальные меньшинства в Израиле недостаточно представлены на руководящих должностях в государственном секторе, по сравнению с чиновниками в еврейском секторе. Количество директоров в арабских друзском и черкесском секторе ниже, чем относительное количество среди населения.

#### B распределении ресурсов
На протяжении многих лет существует дискриминация в отношении арабов в распределении государственных ресурсов.
На протяжении 1980—2003 г. размеры школьных классов уменьшались, однако плотность классов у арабского населения больше на 11 %, чем в еврейском секторе.
Арабы утверждают, что государство выделяет больше земли для еврейского сектора, чем для арабского, а также дискриминирует арабов при планировании строительства.
Хотя закон о создании водопровода и канализации был принят около пяти лет назад и с тех пор были созданы в около десяти в еврейском секторе, к 2008 году ни один не был создан в нееврейском секторе.

### Положительная дискриминация
14 июня 1993 года Комитетом по министров координации и управлению было принято решение добавить 120 рабочих мест в министерствах правительства для работников из арабского и друзского секторов. Этот план был осуществлен в три этапа до 1997 года, и в данный момент нет решения о его продолжении.
В 2000 Кнессет внес поправки в закон государственных предприятий, и добавил требование обеспечить справедливое представительство меньшинств.
Верховный суд издал несколько постановлений, которые поддерживают в принцип «позитивной дискриминации» израильских арабов.
В 2006 правительство приняло решение о субсидиях расходов на разработку инфраструктуры для нового строительства для ветеранов Цахаль в арабском секторе в то же размере, что выделяется в бедуинском секторе на севере и в друзском и черкесском секторе.
В 2007 была создана Парламентская комиссия по расследованию на создание арабских рабочих на государственной службы.
В 2008 Израиль построил две канализационные системы для арабского сектора, одна в районе Назарета и другая для деревень в Галилее. Системы были установлены вследствие специального решения Кабинета феврале 2007 года, установившей щедрые гранты особенно в нееврейских управлениях на установку системы водоснабжения и канализации до января 2008 года.

## Нееврейские жители, не являющиеся гражданами Израиля
В Израиле есть несколько групп людей, которые не являются евреями и не имеют израильского гражданства.
Жители без израильского гражданства принадлежат к следующим классам:
- Постоянный житель — лицо, имеющее право на постоянное проживание в Израиле, и использующее это право. Постоянный житель может потерять свой статус, если он поселяется за пределами Израиля (в пределах «зеленой линии»), в отличие гражданина Израиля, который не теряет своего статуса.
- Временный резидент — человек, который живёт в Израиле, но не стал жителем Израиля.
- Трудящийся-мигрант — человек, который получил разрешение на работу от Министерства внутренних дел.
- Нелегал («Шабах») — человек, который живёт в Израиле, не имея разрешения.

У постоянных жителей и временных жителей есть социальные льготы, в том числе детское пособие, пособие на рождение, инвалидность (при необходимости), пособие по безработице (кто перестал работать), пенсия, пособие по обеспечению прожиточного минимума (для тех, кто зарабатывает ниже минимальной заработной платы), медицинское страхование и право быть членом больничных касс.
Постоянные жители проходят полную военную службу и имеют право голоса.
Лица, обладающие статусом беженца имеют право на получение государственной защиты и убежища.
Нелегалы не имеют прав, и подлежат депортации. Из-за отсутствия правового статуса, они часто страдают от эксплуатации со стороны их работодателей.

### Супруги израильтян-евреев
После волны иммиграции из бывшего Советского Союза в девяностых годах с одной стороны, и появлением сотен тысяч иностранных рабочих в Израиле с другой стороны, министерство внутренних дел ужесточило политику натурализации. По данным Министерства внутренних дел за 2002 год, в Израиле проживают почти 5000 нееврейских супругов израильтян, которые не имеют права на гражданство в соответствии с Законом о возвращении. Такой супруг может получить только временный вид на жительство.

По данным Министерства внутренних дел, в Израиле сейчас имеется несколько сотен супругов евреев, которые получили постоянный вид на жительство, и несколько тысяч еврейских супругов, которые получили временный вид на жительство.

### «Ивриим» из Димоны
«Ивриим из Димоны» — небольшая религиозная группа, члены которой считают, что они являются потомками одного из десяти потерянных колен. Большинство из них живёт в Димоне; есть общины в Араде, Тверии и Мицпе-Рамоне.
Члены группы получали только статус постоянного жителя, а не гражданство, потому что они хотели сохранить гражданство Соединенных Штатов.
В начале 2004 года министерство внутренних дел дало членам группы статус постоянного жителя, с освобождением от службы в армии. Тем не менее, многие из них в настоящее время проходят службу в различных военных частях, в том числе боевых.

### Гастарбайтеры
Государство Израиль выдаёт разрешения на пребывание в Израиле рабочим из-за рубежа, чтобы восполнить отсутствие рабочей силы, в основном в сельском хозяйстве, строительстве, ресторанах, ведении домашнего хозяйства и уходе за пожилыми людьми.
Согласно Закону о гражданстве, рабочие не считаются гражданами.
Иностранные рабочие, у которых закончилась рабочая виза, и которые не возвращаются на родину, автоматически становятся нелегалами, со всеми вытекающими из этого последствиями. По данным Центрального бюро статистики, процент нелегалов среди иностранных рабочих составляет около 45 %.

### Палестинцы, незаконно находящиеся в Израиле
Нелегальное проникновение палестинцев из ПА на территорию Израиля совершается, как правило, с целью поиска работы, а иногда и для совершения террористических атак.
По оценкам представителей министерства обороны, число нелегалов ПА в Израиле на 2009 год составляет от 20000 до 50000 человек.
Израиль заинтересован предотвратить незаконное проникновение иностранцев в страну любой ценой; было принято решение ужесточить наказания для людей, перевозящих либо предоставляющих ночлег нелегалам. По данным израильской полиции, перевозка нелегалов в Израиль осуществляется организованными преступными организациями.